# Rachel Hilson
Rachel Hilson, née le 30 octobre 1995 à Baltimore (Maryland), est une actrice américaine. Elle est connue pour incarner Beth Clarke dans This Is Us, et Mia Brooks dans Love Victor.

## Filmographie

### Cinéma
- 2013 : Cass : Cass Morris
- 2017 : Kings : Nicole Patterson
- 2023 : My Dear F***ing Prince (Red, White & Royal Blue) de Matthew López : Nora Holleran

### Télévision
- 2010-2014 : The Good Wife : Nisa Dalmar (7 épisodes)
- 2012 : Royal Pains : Nièce n°1
- 2015 : Elementary : Lexi
- 2015 : The Slap : Liz
- 2015 : Nurse Jackie : une patiente
- 2015 : The Affair : Guide touristique étudiante
- 2016 : Madam Secretary : Becca
- 2017 : The Americans : Linda
- 2017 : In the Vault : Lex Hogan (8 épisodes)
- 2018 : New York, unité spéciale : Tiana Williams (saison 19, épisode 21)
- 2018 : Rise : Harmony Curtis (10 épisodes)
- 2019 : Fosse/Verdon : Jane
- 2019 : The First Wives Club : Megan
- 2019-2022 : This Is Us : Beth Clarke
- 2020 : High Maintenance : Hailey (10 épisodes)
- 2020-2022 à la télévision : Love, Victor : Mia Brooks (20 épisodes)
- 2021 : American Horror Story : Double Feature : Jamie Howard (4 épisodes)
- 2022 : Winning Time : The Rise of the Lakers Dynasty : Cindy Day (3 épisodes)
- 2025 : Duster : Nina Hayes